# 黃尾鰧
黃尾鰧，为輻鰭魚綱鱸形目瞻星魚科的其中一種。

## 分布
本魚分布於東印度洋區，包括泰國、巴布亞紐幾內亞、印尼、澳洲等海域。

## 特徵
本魚頭大，體延長。在眼上的一個短的黑色卷鬚。背鰭2枚，呼吸瓣內部下頜有一個像線一樣又灰白色的附肢。體呈褐色，第一背鰭黑紫色，尾鰭黃色，邊緣具白邊，胸鰭橙色。背鰭硬棘4至5枚；背鰭軟條13至14枚；臀鰭軟條12至15枚。體長可達16.5公分。

## 生態
本魚棲息於沙泥底海域，屬小型底棲性肉食魚類，常將身體埋於沙中，僅露出眼睛，以口腔的皮瓣引誘和補食其他小魚及底棲性生物。

## 經濟利用
可作為食用魚。具有毒棘，易傷人。

## 扩展阅读
維基物種上的相關：黃尾鰧